# Bertalan Papp
Bertalan Papp (ur. 7 września 1913 w Tiszacsege, zm. 8 sierpnia 1992 w Budapeszcie) – węgierski szablista, dwukrotny złoty medalista igrzysk olimpijskich i mistrzostw świata.
Na igrzyskach olimpijskich w Londynie w 1948 roku Aladár Gerevich, Tibor Berczelly, Rudolf Kárpáti, Pál Kovács, László Rajcsányi i Bertalan Papp wywalczyli drużynowo złoty medal. Na rozgrywanych cztery lata później igrzyskach olimpijskich w Helsinkach wspólnie z Gerevichem, Berczellym, Kárpátim, Kovácsem i Rajcsányim zdobył kolejne złoto w szabli drużynowej. W obu przypadkach nie startował w zawodach indywidualnych.
Podczas mistrzostw świata w Brukseli w 1953 roku razem z Berczellym, Gerevichem, Kárpátim, Kovácsem i Rajcsányim wywalczył złoty medal w szabli drużynowej. W tej samej konkurencji zdobył następnie złoty medal na mistrzostwach świata w Luksemburgu (1954).
Był zawodowym żołnierzem; do 1940 porucznik rezerwy, następnie porucznik piechoty Węgierskich Sił Zbrojnych, w czasie studiów (1942-1944) zwolniony ze służby frontowej. Brał udział w walkach pod Nagyváradem jako dowódca baterii ciężkich dział przeciwpancernych (jesień 1944). Wkrótce awansowany na kapitana. Po przejściu Węgier na stronę aliantów Papp zgłosił się do Ochotniczego Pułku Buda, wkrótce awansując do stopnia majora. Z armii zwolniony został w 1946. Po wojnie i zdobyciu drugiego tytułu olimpijskiego awansowany do stopnia podpułkownika (1 października 1952), a następnie pułkownika w stanie spoczynku (1991). Pracował też jako trener i kaskader. Był również członkiem zarządu Węgierskiego Związku Szermierczego.

## Starty olimpijskie
Londyn 1948
- szabla drużynowo –  złoto

Helsinki 1952
- szabla drużynowo –  złoto